# Danh sách đảo của Đan Mạch
Vương quốc Đan Mạch có tất cả 1.419 đảo rộng từ 100 m2 trở lên, trong đó nhiều đảo nhỏ không có tên cũng như không có cư dân. Không kể đảo Greenland và Quần đảo Faroe, thì Đan Mạch có 443 đảo lớn và nhỏ có tên, trong đó 76 đảo có cư dân. Dưới đây là danh sách một số đảo theo thứ tự mẫu tự:

## A
- Æbelø
- Ærø
- Agerø
- Agersø
- Albuen
- Alrø
- Als
- Amager
- Anholt
- Årø
- Askø
- Avernakø

## B
- Baglhólmur
- Bågø
- Barneholm
- Barsø
- Birkholm
- Bjørnø
- Bogø
- Bornholm
- Brandsø

## C
- Christiansø

## D
- Dræet
- Drejø
- Dybsø

## E
- Egholm
- Egholm(trong Eo biển Storebælt)
- Ejlinge
- Endelave
- Enehøje
- Enø
- Ertholmene
- Eskilsø

## F
- Fænø
- Falster
- Fanø
- Farø
- Fejø
- Femø
- Fyn
- Fjandø
- Frederiksø(nhóm đảo Ertholmene)
- Fur

## G
- Gáshólmur
- Gavnø
- Gjøl
- Glænø
- Græsholm(nhóm đảo Ertholmene)

## H
- Halmø
- Helnæs
- Hesselø
- Hindø
- Hirsholm
- Hjarnø
- Hjelm
- Hjelmshoved
- Hjortø
- Hyllekrog
- Hans

## I
- Illumø

## J
- Jegindø

## K
- Kalvø

## L
- Læsø
- Langø
- Langeland
- Langli
- Lilleø
- Lindholm
- Lindholm
- Livø
- Lolland
- Lopranshólmur
- Lyø

## M
- Mandø
- Masnedø
- Møn
- Mors
- Musholm

## N
- Nekselø
- Nyord

## O
- Omø
- Orø

## P
- Peberholm

## R
- Rågø
- Rømø
- Romsø

## S
- Saltholm
- Samsø
- Sejerø
- Siø
- Skalø
- Skarø
- Slotø
- Slotsholmen
- Spirholm
- Sprogø
- Store Okseø
- Store Svelmø
- Strynø
- Strynø Kalv

## T
- Tærø
- Tåsinge
- Thurø
- Torø
- Tornø
- Trøllhøvdi
- Tunø

## V
- Vejlø
- Vejrø
- Venø
- Vendsyssel-Thy
- Vigelsø
- Vorsø

## Z
- Zealand